# George Gavan Duffy
George Gavan Duffy (irisch Seoirse Ghabháin Uí Dhubhthaigh) (* 21. Oktober 1882 in Cheshire, England; † 10. Juni 1951 in Dublin) war ein irischer Rechtswissenschaftler, Präsident des High Court und Politiker der Sinn Féin.

## Biografie
Der Sohn des früheren Premierministers von Victoria und Schriftstellers, Sir Charles Gavan Duffy, absolvierte ein Studium der Rechtswissenschaften und war später als plädierender Rechtsanwalt (Barrister-at-Law) tätig.
Bereits 1918 wurde er als Kandidat der Sinn Féin für den Wahlkreis South Dublin zum Abgeordneten des ersten irischen Unterhauses (First Dáil) gewählt und gehörte diesem bis zu seiner Wahlniederlage 1923 an.
1919 wurde er zusammen mit Seán Ó Ceallaigh als Vertreter nach Paris entsandt um bei der dortigen Friedenskonferenz für die Unterstützung einer eigenen Republik Irland zu werben. Allerdings waren beide erfolglos in ihren Bemühungen und erreichten nicht einmal eine Zulassung an den Konferenztisch, da die anderen Nationen ihre Zulassung nicht ohne einen Affront gegen das Vereinigte Königreich gewähren konnten. Duffy verblieb allerdings in Paris und versuchte in der Folgezeit für die irische Frage in der Presse zu werben. Im September 1920 erhielt er allerdings seitens der französischen Regierung unter Premierminister Alexandre Millerand die Aufforderung Frankreich binnen 24 Stunden zu verlassen, wenn er die anti-britische Propaganda nicht unterlassen würde.

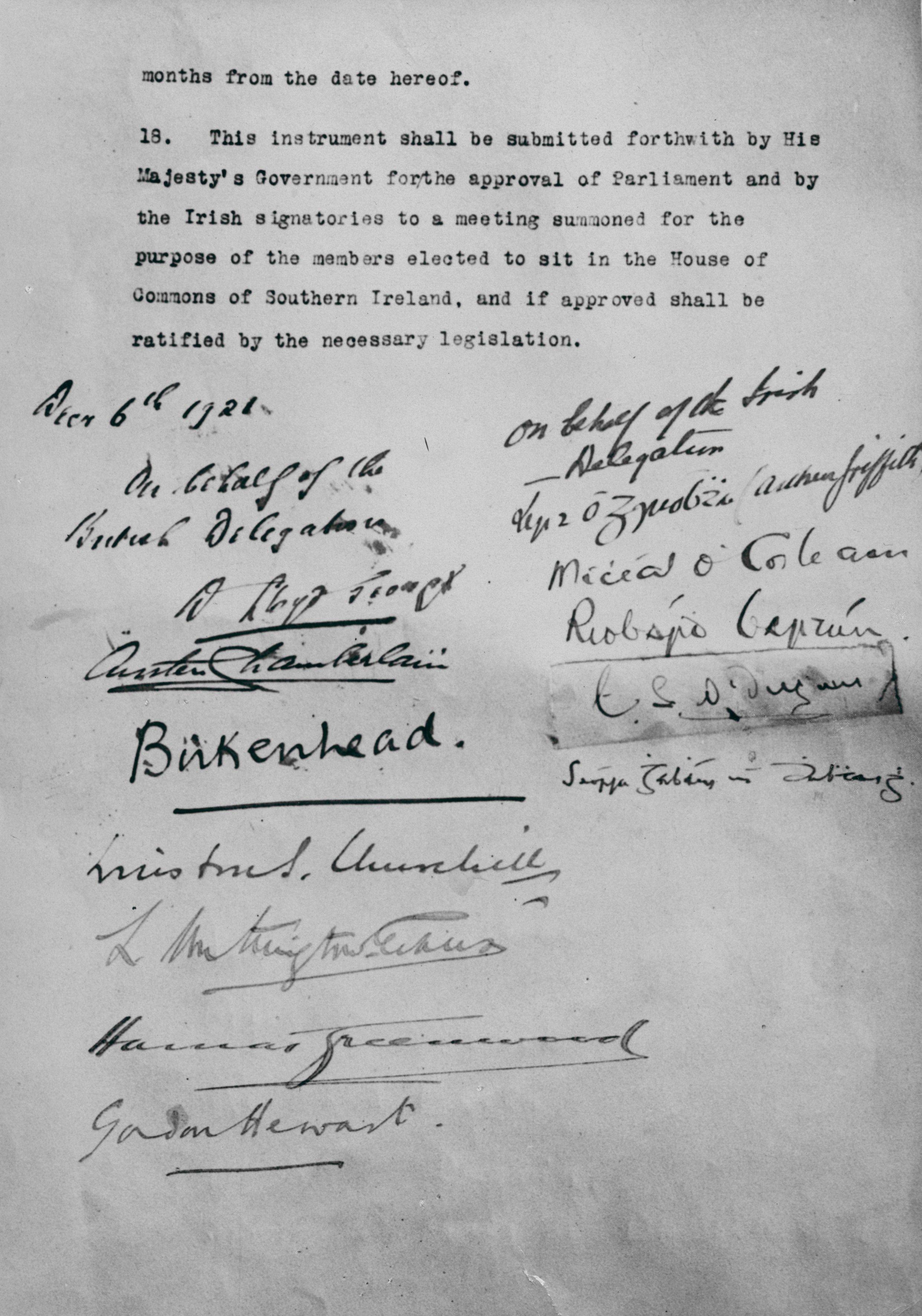
Der Anglo-Irische Vertrag von 1921 mit der Unterschrift von Duffy, rechts unten

Nach einer Zeit als Abgesandter in Rom wurde er schließlich als irischer Bevollmächtigter nach London gesandt, um mit der dortigen Regierung Friedensverhandlungen aufzunehmen. Diese Verhandlungen zogen sich über sechs Wochen hin, bis Premierminister David Lloyd George sein Ultimatum vorstellte, wonach Irland binnen zwei Stunden erklären sollte, ob es sich für einen Status als britisches Dominion oder für die Fortführung der Kriegshandlung entscheiden würde.
Kurze Zeit später wurde er am 10. Januar 1922 nach der Debatte des Vertrages im Unterhaus über die Ratifizierung zum Außenminister der provisorischen Regierung ernannt. Als es im Dáil Éireann nach der Ratifizierung zu einer Spaltung der Sinn Féin in Anhänger des Freistaats und der Republik kam, trat er am 25. Juli 1922 von seinem Amt als Außenminister zurück, da er sich für die Annahme des Vertrages und gegen erneute Kriegshandlungen aussprach. In der Folgezeit kam es zum Ausbruch des irischen Bürgerkrieges.
Bei den Unterhauswahlen von 1923 verlor er sein Abgeordnetenmandat und zog sich in den folgenden Jahren während der Regierung von William Thomas Cosgrave aus dem politischen Leben zurück und nahm seine Tätigkeit als Rechtsanwalt wieder auf.
Nach dem Regierungsantritt der Fianna Fáil unter Éamon de Valera spielte er bald wiederum eine wichtigere Rolle und wurde 1936 zum Richter am High Court, dem Obersten Zivil- und Strafgericht Irlands, berufen. 1946 erfolgte dann seine Ernennung zum Präsidenten des High Court. Dieses Amt übte Duffy bis zu seinem Tode fünf Jahre später aus.